# ラファエル・アルコルタ
ラファエル・アルコルタ・マルティネス（Rafael Alkorta Martínez, 1968年9月16日 - ）は、スペイン・ビルバオ出身の元同国代表サッカー選手。ポジションはディフェンダー。
弟のオスカー・アルコルタもサッカー選手をしていた。

## 経歴
アスレティック・ビルバオのジュニアチームで育ったアルコルタは、1985年に同クラブのリザーブチームであるビルバオ・アスレティックに入り、1987年にトップチームに加わる。1987年10月24日のレアル・バリャドリード戦でプリメーラデビューした。
その後レアル・マドリードへと移籍しスペイン代表でも競演しているフェルナンド・イエロらと共にプレー、150試合を超える公式戦に出場した。そして2度目のリーグ優勝を果たした1996-97シーズン終了後にアイトール・カランカと入れ替わるようにアスレティック・ビルバオへ復帰した。復帰直後はスターティングメンバーとしてプレーしたが2001-02シーズンはわずか6試合の出場にとどまり、シーズン終了後に34歳で現役を引退した。
スペイン代表では1990年3月26日に行われたユーゴスラビア代表との親善試合でデビューし、その後1990 FIFAワールドカップ、1994 FIFAワールドカップ、1998 FIFAワールドカップと3度のワールドカップにも出場している。また、UEFA欧州選手権1996にも代表選手として選ばれている。

## 代表歴

### 出場大会
- スペイン代表
  - 1990 FIFAワールドカップ(ベスト16)
  - 1994 FIFAワールドカップ (ベスト8)
  - 1998 FIFAワールドカップ (グループリーグ敗退)

### 試合数
- 国際Aマッチ 54試合 0得点（1990年-1998年）[3]

| スペイン代表 | 国際Aマッチ | 国際Aマッチ |
| 年           | 出場        | 得点        |
| ------------ | ----------- | ----------- |
| 1990         | 4           | 0           |
| 1991         | 2           | 0           |
| 1992         | 0           | 0           |
| 1993         | 8           | 0           |
| 1994         | 13          | 0           |
| 1995         | 7           | 0           |
| 1996         | 9           | 0           |
| 1997         | 4           | 0           |
| 1998         | 7           | 0           |
| 通算         | 54          | 0           |

## タイトル
レアル・マドリード
- リーガ・エスパニョーラ : 1994-95, 1996-97
- スーペルコパ・デ・エスパーニャ : 1993